# 良弼 (同治進士)
良弼（1837年—1916年），富察氏，字夢臣，又字說巖，榜名傅良弼。盛京奉天府開原縣駐防滿洲正白旗人，清朝政治人物。

## 經歷
同治元年（1862年）壬戌恩科鄉試舉人。
同治七年（1868年）戊辰科會試貢士。
同治十年（1871年）辛未科補殿試第三甲第五十四名同進士出身。歷官戶部郎中。
光緒十一年（1885年）：授江西道監察御史。
十三年（1887年）：特授改補右庶子。
歷官翰林院侍講學士、詹事府少詹事
十九年（1893年）：六月八日，擢詹事府詹事，充順天鄉試監臨。
二十年（1894年）：二月二十日，遷內閣學士，兼禮部侍郎銜。 
二十一年（1895年）：三月十一日，改盛京戶部侍郎。九月，簡派為盛京牛馬稅務監督。 
二十二年（1896年）：盛京戶部侍郎。奏准開放鮮圍場閑置的荒地安置金州民戶開墾，隔年完成丈勘放領。
二十三年（1897年）：三月七日，丁憂離職；六月服滿，暫留盛京勘辦荒務。九月，奉旨驗收福陵隆恩殿工程。
二十五年（1899年）：盛京戶部侍郎。十月三日，被彈劾於勘辦墾荒事務期間「徇利營私」而解職，議處降三級調用。
二十六年（1900年）：革職永不敘用。
良弼平時風雅愛好文學，在盛京期間設立文社，招收諸生講學，每個月考課、擇優獎勵，受到士子稱頌。
民國五年（1916年）卒於北京，年八十歲。